# Sven-Gunnar Markström
Sven-Gunnar Markström, född 9 april 1942, död 6 juli 2021 i Köpingsvik, var en svensk ishockeyspelare och tränare. Markström började spela ishockey i Skönvik/Sunds IF, men blev snart en del av Wifsta/Östrands IFs (nuvarande Timrå IK:s) A-lag som spelade i Division I. 1964 flyttade han till Nybro och började spela med Nybro IF i division III. Där hade man byggt en ishall redan 1963 och marscherade raskt genom seriesystemet. Till säsongen 1966/67 var man klara för Division II. Säsongen därpå gick Markström in som spelande tränare vilket blev en succé. Nybro vann Division II Södra B och placerade sig överraskande tvåa i kvalserien. Det innebar att de gick upp i högsta divisionen, där övergick Markström till att bli huvudtränare  och spelade bara lite i det lokala division III-laget Madesjö IF. När Nybro efter två säsonger åkte ner i division II igen övergick han till att träna J20-laget istället. Markström återkom som tränare i Nybro 1981 under en turbulent period i föreningen.